# Флаг Родезии
Флаг Родезии (ныне территория Зимбабве) менялся в результате политических изменений в стране.

## История
В 1953 году британская колония Южная Родезия, следуя британской колониальной практике, использовала синий флаг с Юнион Джеком в кантоне и щитом с гербом.
В 1953 году Южная Родезия вместе с Северной Родезией и Ньясалендом создали Федерацию Родезии и Ньясаленда. Федеральный флаг использовался в период с сентября 1953 до 31 декабря 1963 года, когда федерация была упразднена. Менее чем через год после распада Федерации Северная Родезия и Ньясаленд стали независимыми государствами с названиями Замбия и Малави соответственно.
Южная Родезия стала известна просто как Родезия, хотя её официальным названием осталась Южная Родезия. В апреле 1964 года Родезия приняла новый флаг с более светлым оттенком синего цвета. Это был первый раз, когда более светлый оттенок синего цвета был использован в британской колонии, хотя Фиджи и Тувалу приняли такой цвет уже после независимости.
После одностороннего провозглашения независимости 11 ноября 1965 года флаг был сохранён, но через три года в день годовщины декларации о независимости он был заменён флагом с зелёными и белой вертикальными полосами (аналогичным дизайну флага Нигерии) с полным гербом в центре.
С 2 марта 1970 года страна была провозглашена республикой. В течение всего этого времени Британия отказывалась признавать независимость Родезии и утверждала, что светло-синий флаг является официальным флагом колонии.

Флаг Зимбабве-Родезии

В 1979 году страна стала называться Зимбабве-Родезия, и 2 сентября того же года был принят новый флаг с использованием панафриканских цветов: с красной, белой и зелёной горизонтальными полосами, чёрной и малой белой вертикальными у древка и жёлтой птицей Зимбабве в кантоне. Однако, в соответствии с условиями соглашения Ланкастерхаузской конференции, страна ненадолго вернулась под британское управление с соответствующим флагом, хотя флаг Зимбабве-Родезии оставался де-факто в использовании.
18 апреля 1980 года, после объявления независимости Зимбабве, был принят новый флаг Зимбабве.

## Галерея

Флаг губернатора Южной Родезии (1924–1951)
Флаг губернатора Южной Родезии (1951–1952)
Флаг губернатора Южной Родезии (1952–1970)
Личный флаг губернатора Южной Родезии
Флаг президента Родезии (1970–1980)
Флаг премьер-министра Родезии (1970–1979)
Флаг премьер-министра Зимбабве-Родезии (1979–1980)
Флаг Королевских ВВС Родезии (1953–1963)
Флаг Королевских ВВС Родезии (1964–1968)
Флаг ВВС независимой Родезии (1970–1979)
Флаг ВВС Зимбабве-Родезии (1979–1980)